# Gmina Tyszowce
Die Gmina Tyszowce ist eine Stadt-und-Land-Gemeinde im Powiat Tomaszowski der Woiwodschaft Lublin in Polen. Ihr Sitz ist die gleichnamige Stadt.

## Gliederung
Zur Stadt-und-Land-Gemeinde gehören neben der Stadt Tyszowce folgende Ortschaften mit einem Schulzenamt:
Czartowiec
Czartowiec-Kolonia
Czartowczyk
Czermno
Dębina
Kazimierówka
Klątwy
Lipowiec
Marysin
Mikulin
Niedźwiedzia Góra
Perespa
Podbór
Przewale
Rudka
Soból
Wakijów
Wojciechówka
Zamłynie
Weitere Orte der Gemeinde sind:
Gwoździak
Gołaicha
Kaliwy
Kolonia
Kolonia Czartowczyk
Kolonia Mikulin
Nowinki
Perespa-Kolonia
Pierwszaki
Trzeciaki